# Bapaxilá San Sebastián
Bapaxilá San Sebastián är en ort i Mexiko.   Den ligger i kommunen Chilón och delstaten Chiapas, i den sydöstra delen av landet, 800 km öster om huvudstaden Mexico City. Bapaxilá San Sebastián ligger 772 meter över havet och antalet invånare är 128.
Terrängen runt Bapaxilá San Sebastián är huvudsakligen kuperad, men åt sydost är den bergig. Runt Bapaxilá San Sebastián är det ganska tätbefolkat, med 54 invånare per kvadratkilometer. Närmaste större samhälle är Alán Campo, 5,2 km nordost om Bapaxilá San Sebastián. I omgivningarna runt Bapaxilá San Sebastián växer i huvudsak städsegrön lövskog.